# Agrilus nalajchanus
Agrilus nalajchanus é uma espécie de inseto do género Agrilus, família Buprestidae, ordem Coleoptera.
Foi descrita cientificamente por Cobos, em 1968.